# Pettori
Pettori (Pectoris in latino) è una località del comune italiano di Cascina, nella provincia di Pisa, in Toscana.

## Geografia fisica
Pettori è situato nella piana dell'Arno e si raggiunge tramite una deviazione dalla strada statale 67 Tosco-Romagnola, appena fuori dai quartieri pisani di Riglione e Oratoio. Pur compreso nella vasta area urbana di Pisa, il borgo sorge rispetto alle altre frazioni del territorio in una posizione più decentrata, nel punto in cui il fiume Arno forma una delle sue anse a gomito. Pettori confina a sud con Montione, a ovest con San Sisto al Pino, a nord con Musigliano e ad est, oltre il fiume Arno, con la frazione di Campo del comune di San Giuliano Terme.

## Storia
Il borgo di Pettori ha origini medievali ed è ricordato in un atto di vendita del 15 marzo 1307, quando l'abate di San Savino a Montione vendette un pezzo di terra nei pressi di Pettori per quattro denari pisani. Anticamente rientrava nella giurisdizione di San Lorenzo alle Corti. La frazione contava 625 abitanti nel 1833, aumentati sensibilmente negli ultimi anni in seguito all'inglobamento della frazione nel tessuto urbanizzato di Pisa. Numerose architetture rurali dismesse sono state recuperate e trasformate in edifici residenziali, che sono oggi facilmente riconoscibili per le vie del paese.

## Monumenti e luoghi d'interesse

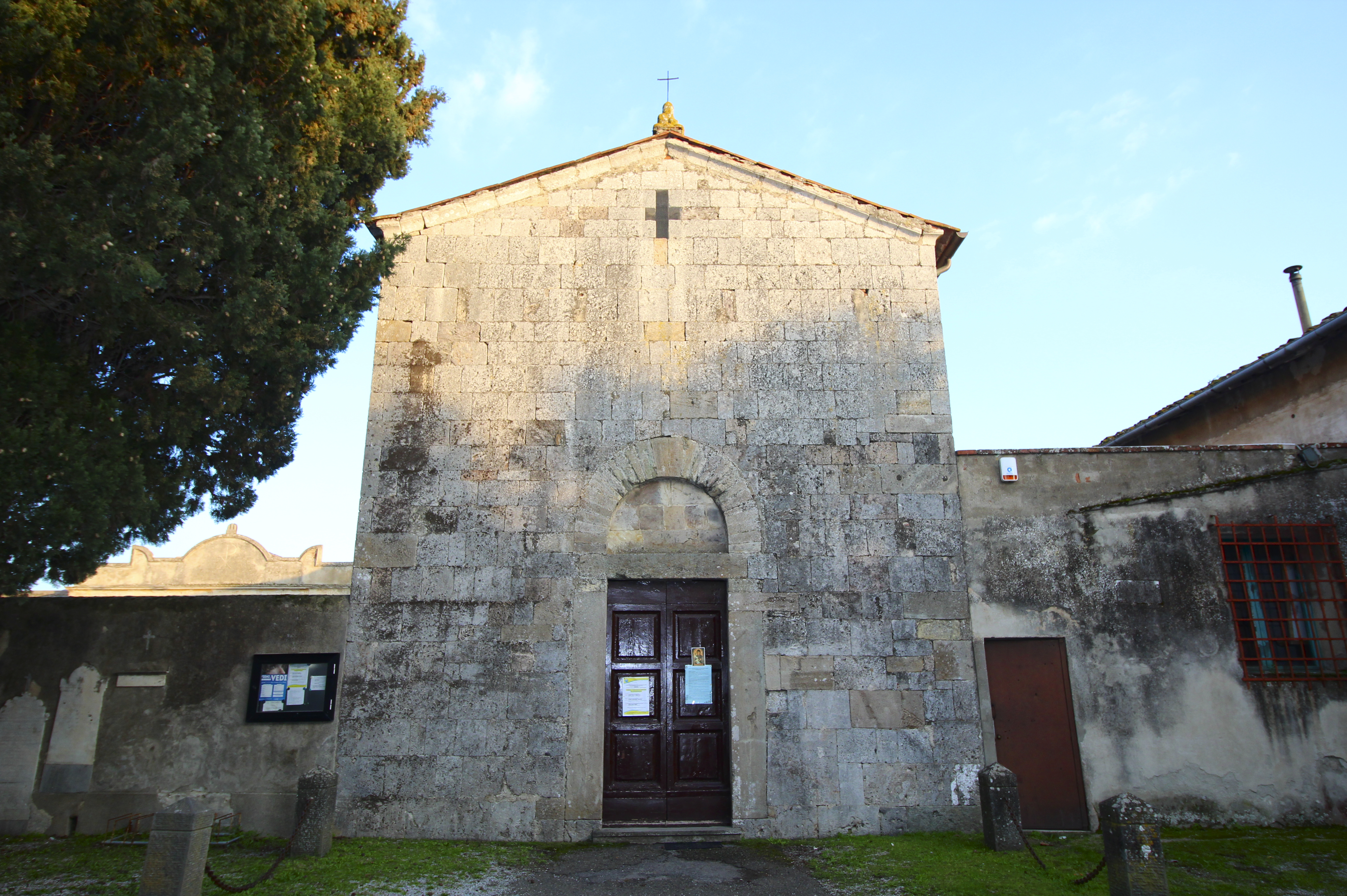
La chiesa di Santo Stefano

- Chiesa di Santo Stefano protomartire, edificio parrocchiale della frazione, è documentata sin dal periodo medievale. Anticamente compreso nel piviere di San Lorenzo alle Corti, questa chiesa è documentata a partire dal 1275. Caratterizzata da un'unica navata con abside, custodisce all'interno un interessante tabernacolo realizzato in pietra serena nel XV secolo.[5]